# Soe Hok Gie
Soe Hok Gie (17 december 1942 – 16 december 1969) was een Chinees-Indonesische dissident.
Soe Hok Gie was een katholiek van Chinese afkomst. Soe Hok Gie is zijn naam in het Hokkian; de weergave van zijn naam in het Standaardmandarijns is Su Fuyi (蘇福義).
Hij werd opgeleid aan het Kolese Kanisius (Canisius College) in Jakarta en vervolgde zijn studie aan de Universitas Indonesia. Hier schreef hij een scriptie over het ontstaan van de communistische partij van Indonesië, de PKI. Hij verzette zich tegen de oplopende politieke spanningen onder president Soekarno. 
Soe Hok Gie was het broertje van Arief Budiman, ook bekend onder de naam Soe Hok Djin, een docent aan de christelijke Universitas Satya Wacana te Salatiga, Midden-Java die ook zeer kritisch was.
Na de val van Soekarno verzette Gie zich tegen de dictatuur van diens opvolger Soeharto. In 1969 overleed hij na het inademen van giftige gassen bij een beklimming van de vulkaan Semeru voor zijn 27ste verjaardag. 
In 1983 werd zijn dagboek gepubliceerd onder de titel Aantekeningen van een demonstrant (Catatan Seorang Demonstran). In juli 2005 kwam een film uit over zijn leven, Gie, onder regie van Riri Riza en met de acteur Nicholas Saputra in de titelrol.

## Bron
- Dirk Vlasblom, "Vergeten rebel toont Indonesiërs zijn lef" NRC Handelsblad 30 juli 2005